# Michel Melot

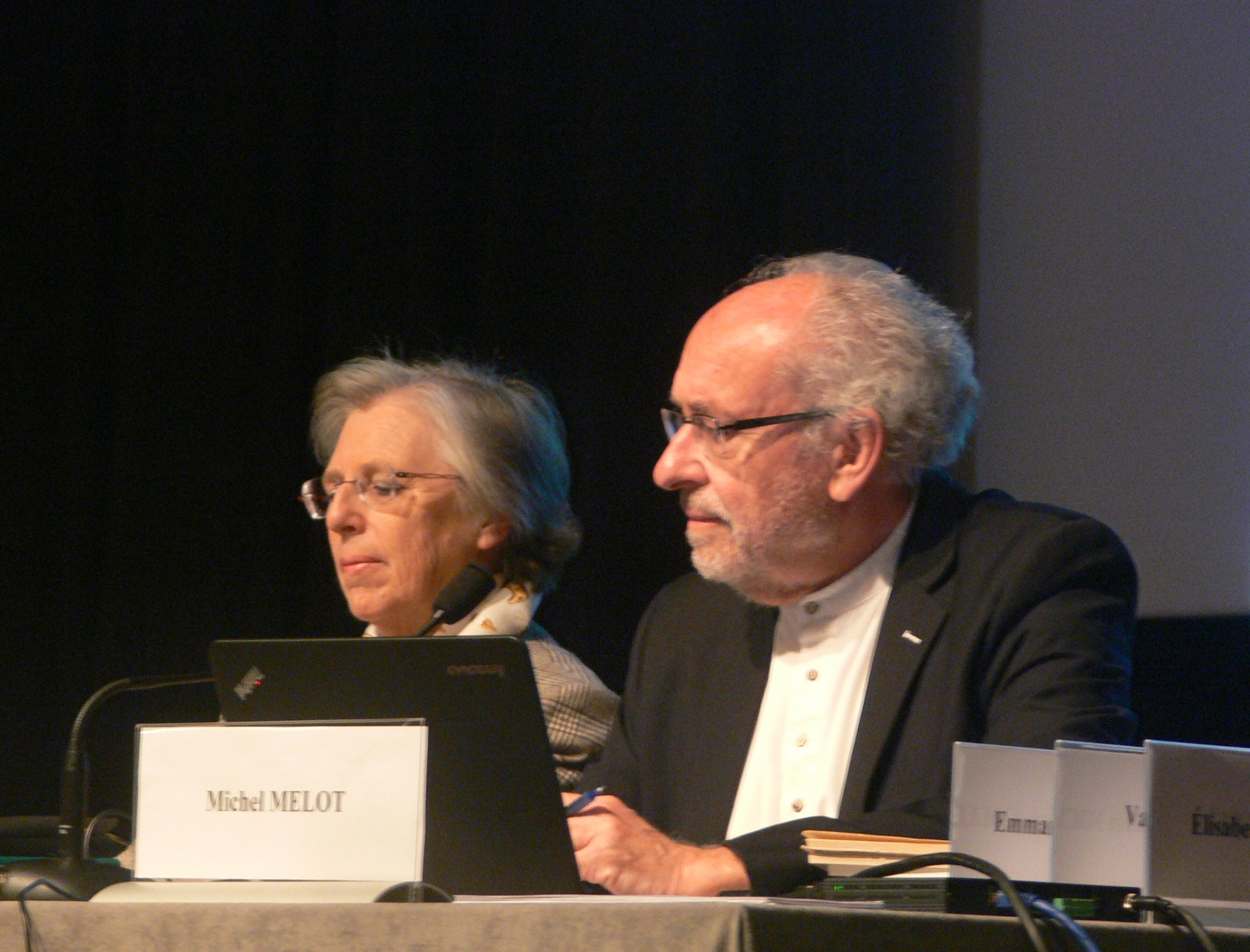
Michel Melot

Michel Melot (* 9. August 1943 in Blois) ist ein französischer Bibliothekar und Kunsthistoriker.

## Leben
Nach seinem Diplom als «Archiviste paléographe» an der École nationale des chartes 1967 arbeitete Melot von 1967 bis 1983 an der Bibliothèque nationale de France zunächst als Konservator und ab 1981 als Leiter des Département des Estampes et de la Photographie. Von 1983 bis 1989 wirkte er als Bibliotheksdirektor der Bibliothèque publique d’information des Centre Georges-Pompidou.

## Publikationen (Auswahl)
- Une brève histoire de l’image, L’Œil Neuf éd., Paris 2007, ISBN 978-2-915543-20-9
- Mirabilia. Essai sur l’inventaire général du patrimoine culturel, Gallimard, Paris 2012, ISBN 978-2-07-013637-7